# Донат Евријски
Свети Донат је био је епископ у Еврији Епирској. 
У хришћанској традицији помиње се да је био обдарен од Бога великом благодаћу чудотворства и да је чинио многа чудеса на корист људи.
Од чудеса се спомиње да је претворио горку воду у слатку; дозвао кишу за време суше; исцелио од лудила кћер цареву; васкрснуо мртваца. Овај мртвац је исплатио дуг некоме зајмодавцу. Међутим зајмодавац је хтео по други пут наплатити дуг, па је користећи се смрћу свога дужника дошао удовици његовој и тражио, да му одмах плати дуг. Удовица је плакала и жалила се епископу. Свети Донат је опоменуо зајмодавца да почека док се човек сахрани, па ће се онда разговарати о дугу. Међутим зајмодавац је и даље захтевао да му се дуг исплати одмах. Тада је Донат пришао мртвацу, дохватио га и викнуо: "устани, брате, и види шта имаш са зајмодавцем својим!". Тада је мртвац устао и грозним погледом погледао на зајмодавца свога, и рекао му, када и где му је платио дуг, и још је затражио од зајмодавца писмену обавезу своју. Устрашени зајмодавац дао му је у руке хартију, коју је оживели мртвац поцепао, па поново легао и умро. 
Епископ Донат је умро у дубокој старости 387. године. Његове мошти и сад почивају у Еврији у Албанији.
Српска православна црква слави га 30. априла по црквеном, а 13. маја по грегоријанском календару.